# Megumi Torigoeová
Megumi Torigoeová (japonsky 鳥越 恵) je bývalá japonská fotbalistka.

## Reprezentační kariéra
Za japonskou reprezentaci v letech 1999 až 2001 odehrála 8 reprezentačních utkání. Byla členkou japonské reprezentace i na Mistrovství Asie ve fotbale žen 1999.

## Statistiky
| Japonsko | Japonsko | Japonsko |
| Roky     | Záp.     | Góly     |
| -------- | -------- | -------- |
| 1999     | 5        | 0        |
| 2000     | 2        | 0        |
| 2001     | 1        | 0        |
| Celkem   | 8        | 0        |